# أهلوواليا (مثل)
أهلوواليا مثل أو أهلوفاليا مثل (بالأردية: آہلووالیہ مثل، بالإنجليزية: (misl) Ahluwalia أو (misl) Ahluvalia): كان مِثل ذو سيادة في الكونفدرالية السيخية بمنطقة البنجاب في الهند وباكستان الحاليتين. اسم المِثل مشتق من أهلو، القرية الأصلية لزعماء المِثل. كان مِثل أهلوواليا واحد من أمثال السيخ الرئيسية الاثني عشر، وكان يسيطر على الأراضي الواقعة شمال نهر ستلج.
يطلق علماء مختلفون على مؤسس المِثل اسم سادو سينغ، أو باغ سينغ من نسل سادو سينغ، أو جاسا سينغ ابن أخو باغ سينغ.